# Stele von Germiş

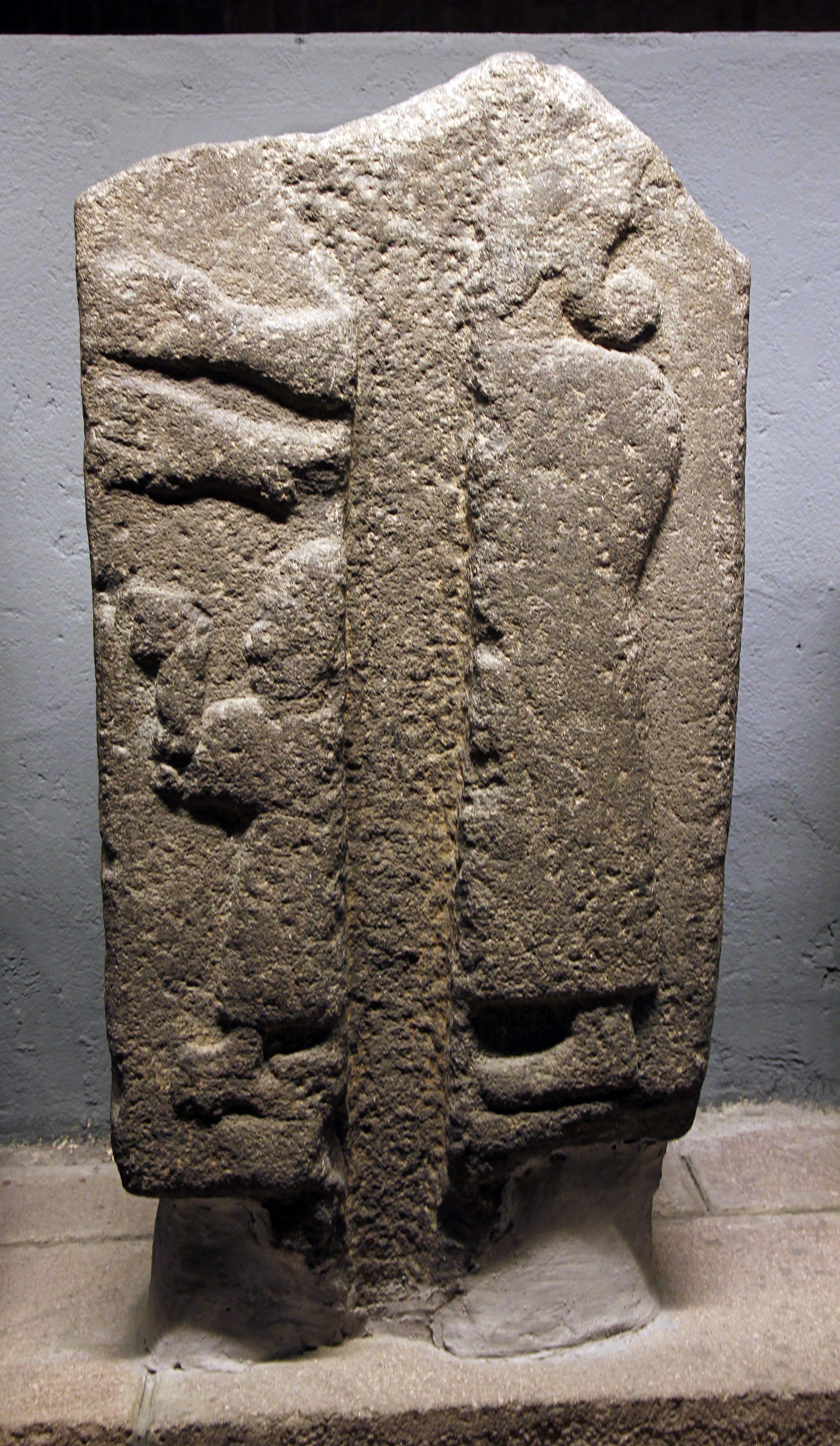
Bildbeschreibung

Die Stele von Germiş ist ein späthethitisches Monument aus der Südosttürkei. Die Stele ist heute im Museum für anatolische Zivilisationen in Ankara ausgestellt und hat die Inventarnummer 11243. 

## Fundort
Der Fundort Germiş (heute Arıkdere) liegt etwa 15 Kilometer westlich von dem Fundort der bronze- und eisenzeitlichen Stadt Karkemiš. Der Ort liegt etwa vier Kilometer nördlich der Grenze zu Syrien im Bezirk Karkamış der türkischen Provinz Gaziantep.

## Beschreibung
Die Grabstele aus Basalt hat eine Höhe von etwa einem Meter. Sie hat unten einen Zapfen zur Aufstellung, die Oberfläche ist nur leicht abgeschliffen. Allerdings fehlt der obere Rand und in der Mitte ist ein senkrechter Streifen im Rahmen einer späteren Weiterverwendung ausgemeißelt worden.
Dargestellt sind zwei nach links gewandte Personen. Die größere, rechte Figur hat die Arme mit leeren Händen nach vorn gestreckt, darunter steht oder geht die linke, kleinere. Sie trägt ein gegürtetes, bis zu den Knöcheln reichendes Gewand und hat in der vorgestreckten Hand eine Schale. Während das Geschlecht der großen Person wegen der Störung durch die senkrechte Furche nicht definierbar ist, kann die kleinere wegen der runden Haarkappe als männlich identifiziert werden. Die über seinen Kopf ausgestreckten Arme können als Schutzgestus angesehen werden.
Die Stele wird auf zwischen 925 und 850 v. Chr. datiert.